# 1770.
◄ | 17. stoljeće | 18. stoljeće | 19. stoljeće | ►
◄ | 1740-ih | 1750-ih | 1760-ih | 1770-ih | 1780-ih | 1790-ih | 1800-ih | ►
◄◄ | ◄ | 1767. | 1768. | 1769. | 1770. | 1771. | 1772. | 1773. | ► | ►►
Arhitektura • Astronomija • Biologija • Glazba • Kazalište • Kemija • Kiparstvo • Knjige • Književnost • Kršćanstvo • Medicina • Politika • Pravo • Promet • Slikarstvo • Znanost

## Događaji
- 20. kolovoza – Crnogorski guvernadur Jovan Radonjić, Odlukom Crnogorskog zbora, dobiva Diplomu (povelja, ukaz) s potpisom metropolita Save, u kojoj dobiva svu vlast – svjetovnu i duhovnu.

## Rođenja
- 27. kolovoza – Georg Wilhelm Friedrich Hegel, njemački filozof († 1831.)
- 16. prosinca – Ludwig van Beethoven, njemački skladatelj († 1827.)

## Smrti
- 5. ožujka – Giovanni Battista Tiepolo, talijanski slikar (* 1696.)
- 28. travnja – Jeremijaš Šoštarić, hrvatski pisac iz Gradišća (* 1714.)

## Vanjske poveznice
|  | Zajednički poslužitelj ima još gradiva o temi 1770. |